# زاهد كلا (مقاطعة فريدونكنار)
زاهد كلا (بالفارسية: زاهدکلا) هي منطقة سكنية تقع في مازندران في إيران. يقدر عدد سكانها بـ 524 نسمة .